# Neea sebastianii
Neea sebastianii är en underblomsväxtart som beskrevs av Julian Alfred Steyermark. Neea sebastianii ingår i släktet Neea och familjen underblomsväxter. Inga underarter finns listade i Catalogue of Life.